# Commanderie de Beaune
La commanderie de Beaune est une commanderie du XIIe siècle fondée par l'ordre du Temple puis hospitalière à Beaune en Bourgogne (diocèse d'Autun, duché de Bourgogne). Le site est à ce jour une propriété privée.

## Historique
Le temple de Beaune est fondé un peu avant 1177 au 25 de l'actuelle rue du Faubourg Saint-Jacques, à l'intersection avec la rue Jacques de Molay, dans le faubourg Saint-Jacques de Beaune (du nom de la chapelle construite au XIIe siècle par les Templiers et dédiée à leur saint patron Saint-Jacques).

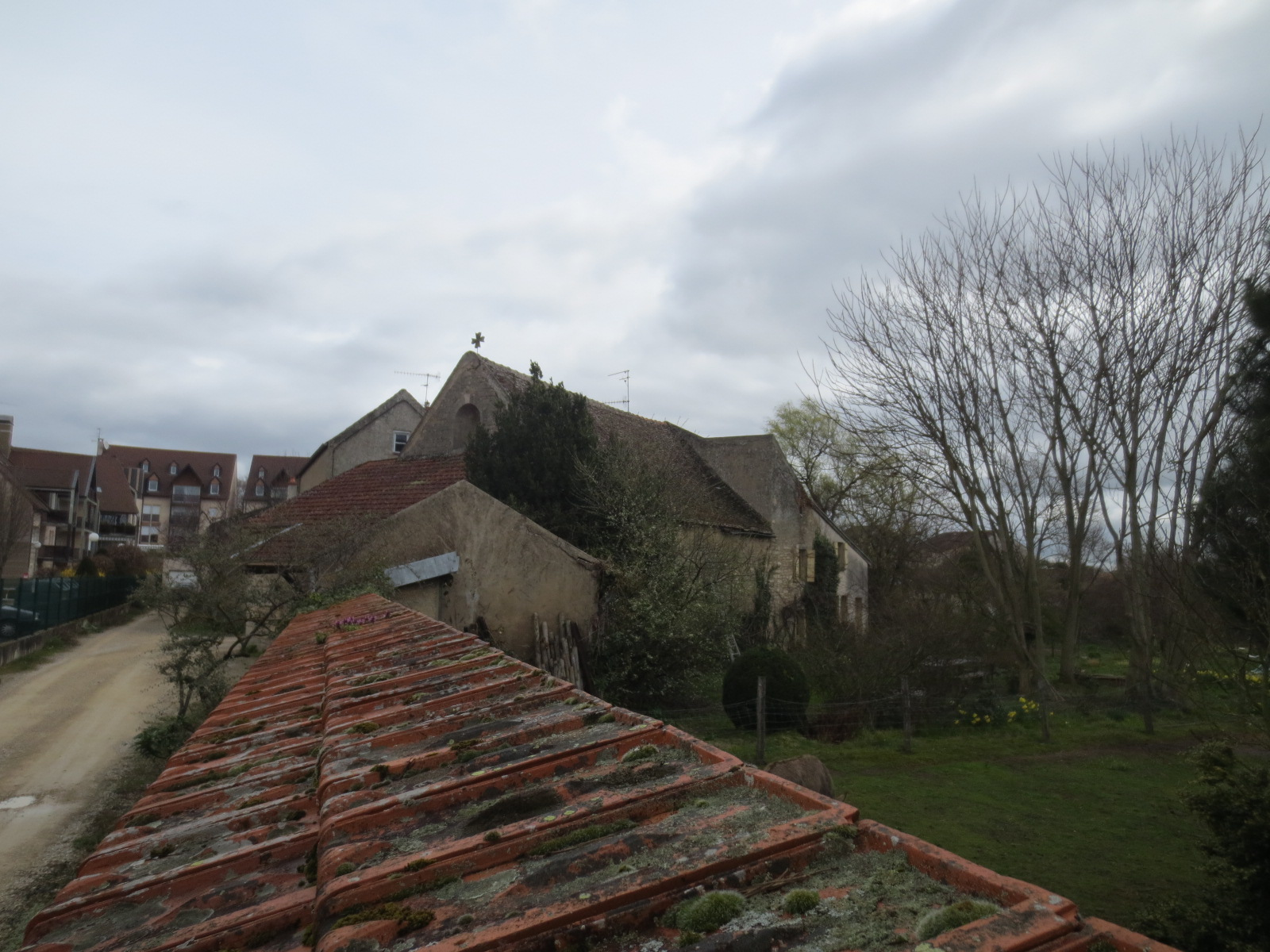
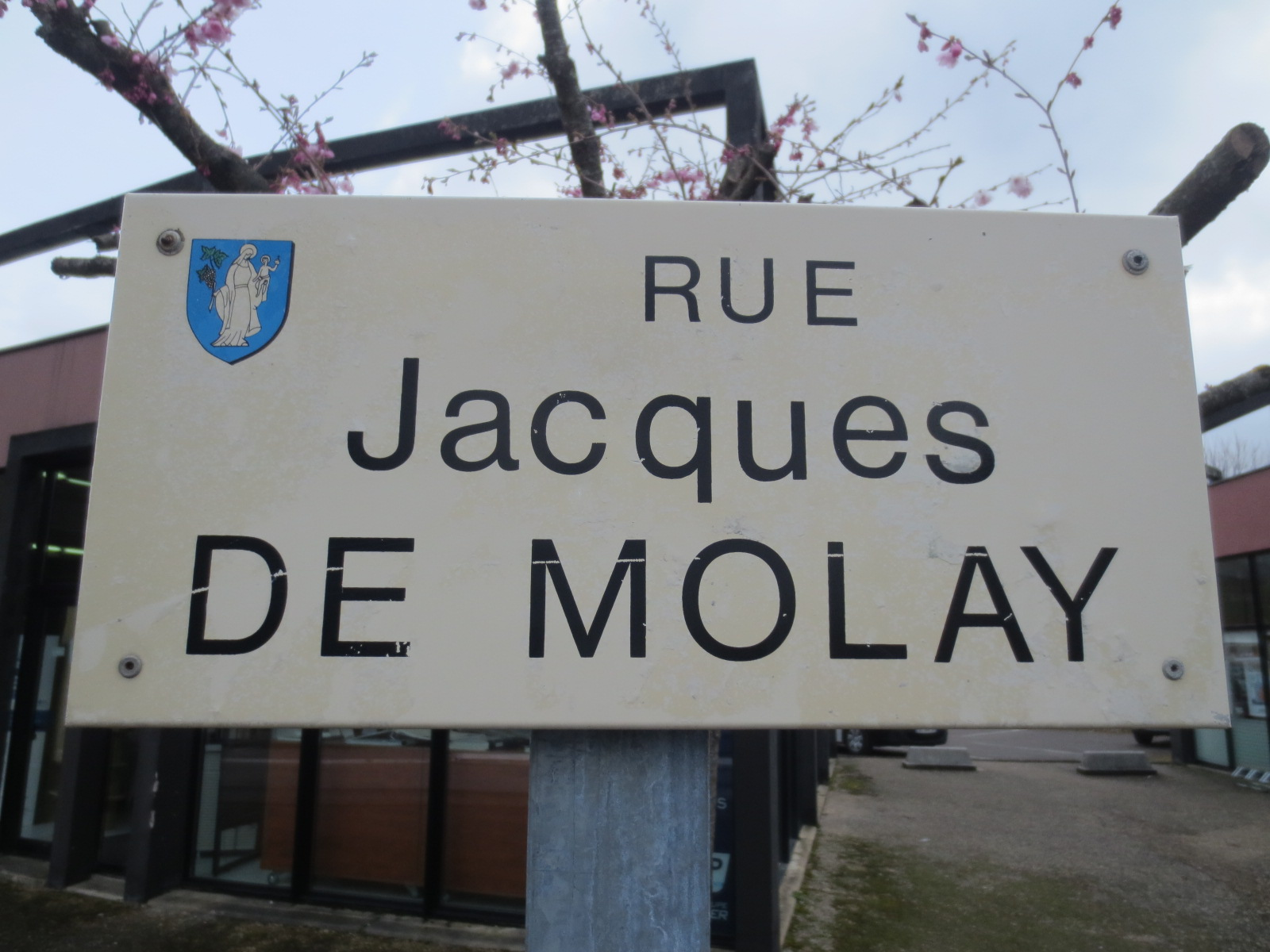
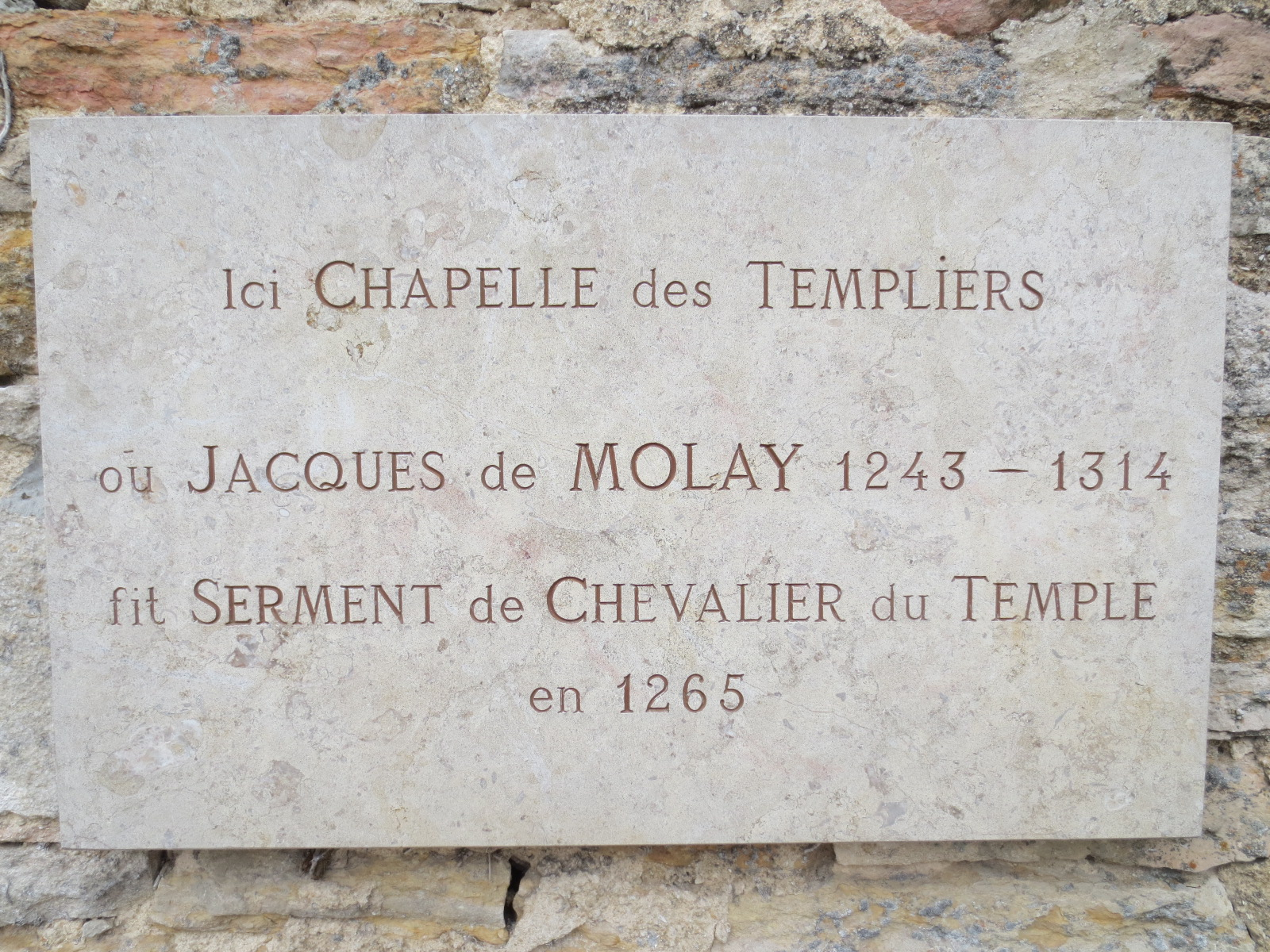
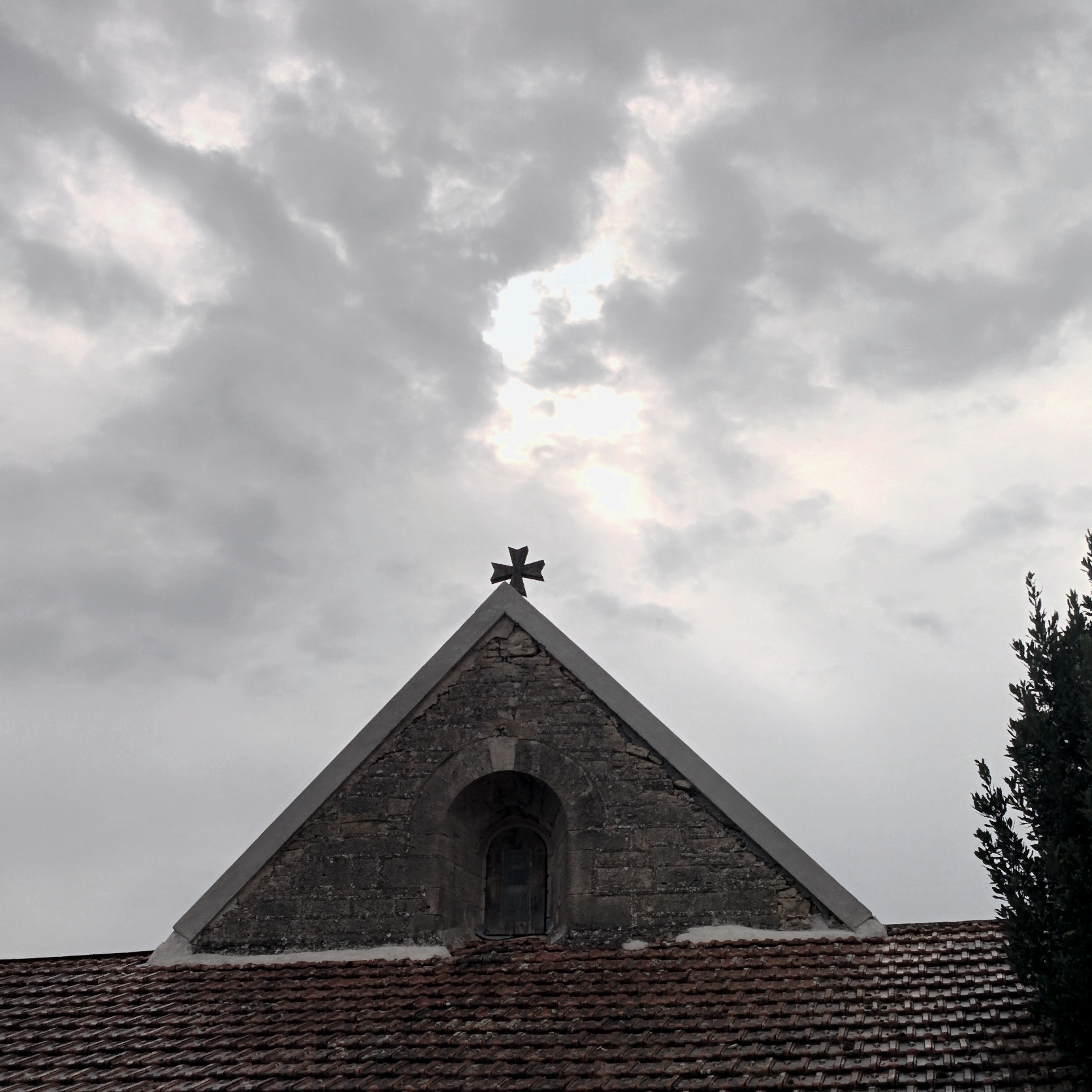

Durant près d'un siècle, les donations en biens fonciers ou en domaines affluent. 
La commanderie héberge quelques jeunes chevaliers nouvellement recrutés et prêts à partir outre-mer, des chevaliers de passage ou revenus de Terre sainte et enfin, des invalides rescapés des durs combats d'Orient (croisades).

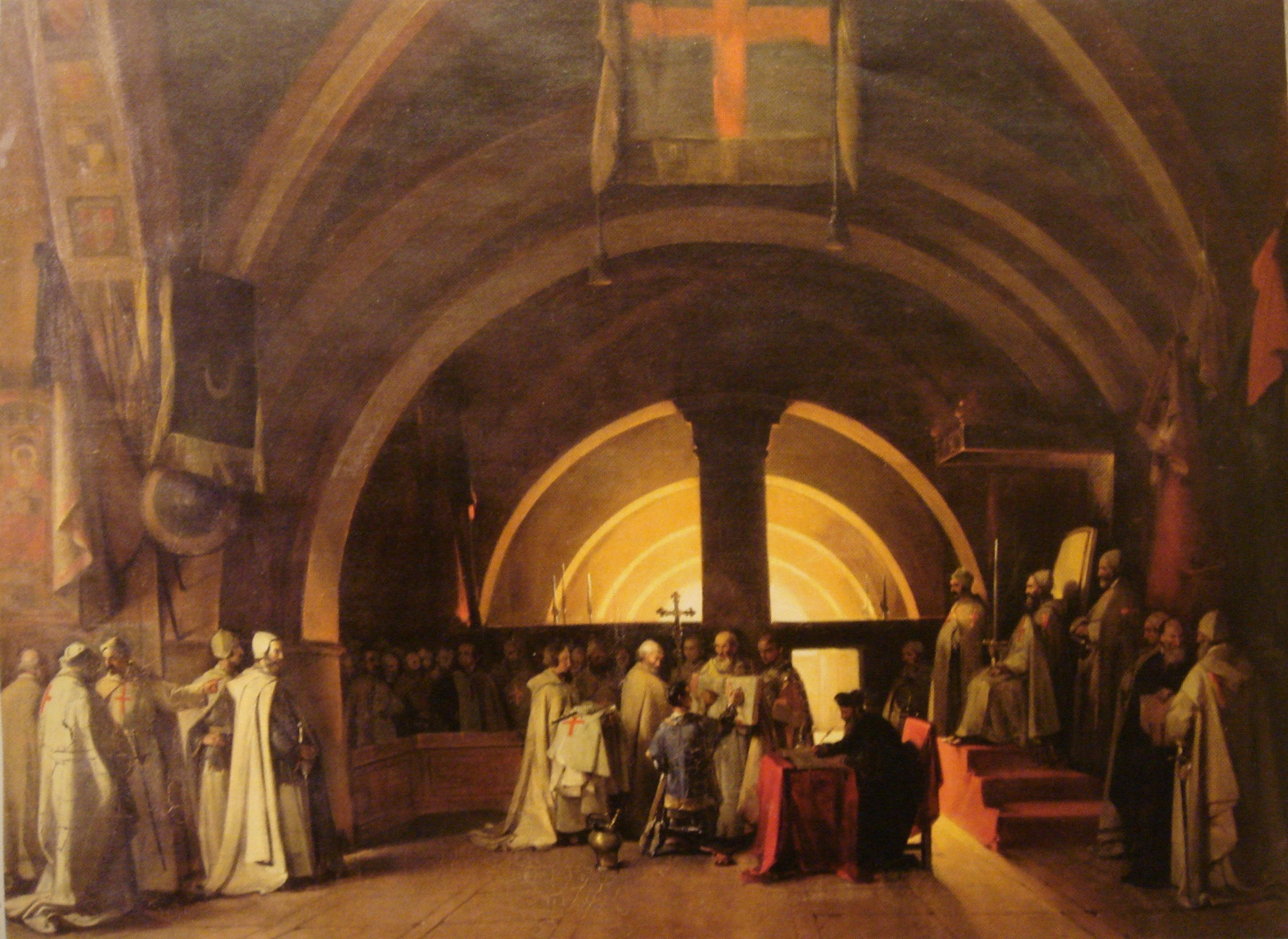
Intronisation du jeune Jacques de Molay en 1265 à la commanderie de Beaune, par le dessinateur François Marius Granet.

### Les commandeurs templiers
| Nom du commandeur | Dates     | Commentaires                              |
| ----------------- | --------- | ----------------------------------------- |
| frère Guillaume   | 1204-1207 | (la): frater Guillelmus                   |
| fr. Anselme       | 1228      | [à vérifier] Plutôt un frère de l'Hôpital |
| fr. Durand        | 1234,     | Durantus                                  |
| fr. Hugo          | 1258      |                                           |
| fr. Durand        | 1262-1263 | Durandus                                  |
| fr. Guillaume     | 1264 - ?  | Guillelmus                                |

## Jacques de Molay
En 1265 le jeune franc-comtois Jacques de Molay (1243-1314) (qui deviendra le dernier maître du Temple en 1292) est intronisé dans l'ordre entre autres par Amaury de La Roche, visiteur de France (ce qui incluait l'Angleterre) et Humbert de Pairaud, maître de la province de France dans la chapelle Saint-Jacques de la Commanderie de Beaune.

## Fin de la commanderie
Le vendredi 13 octobre 1307, les membres peu nombreux de la commanderie sont arrêtés et désarmés sur ordre du roi Philippe IV le Bel. Ils sont accusés d'hérésie (procès de l'ordre du Temple). Ils sont brulés sur le bûcher entre 1310 et 1312. Dès 1309, le roi ordonne la liquidation rapide de tous les biens et meubles qui furent dispersés. Quant au domaine, en 1312, le pape Clément V en ordonna la dévolution au concile de Vienne en Dauphiné, à l'ordre de Saint-Jean de Jérusalem. Le domaine est confondu avec celui des Hospitaliers, successeurs de l'ordre du Temple, dans l'inventaire établi en 1791, lors de la sécularisation de tous les biens des ordres religieux. 
Au XVIe siècle, la ville de Beaune loue les bâtiments ainsi que la chapelle, pour en faire un hôpital pour les pestiférés. Au XVIIe siècle, les bâtiments servirent de casernement aux troupes d'infanterie de passage. Lors de sa mise en vente comme bien national, les bâtiments étaient délabrés. Le portail a été acheté après la première Guerre mondiale par des Chevaliers de Colomb ; il est actuellement exposé au musée des Cloîtres aux États-Unis. Le site de Beaune est aujourd'hui une propriété privée.

### Les commandeurs hospitaliers
- Denis Brulart, chevalier (cité en 1687),
- Mathieu de Berbisy (cité en 1744-1745, peut-être est-ce le même que le suivant),
- le chevalier de Berbisey (mort à Beaune, le 27 janvier 1753),
- le chevalier de Thudert (cité en 1755-1756),
- frère Louis-Innocent de Tudert (cité en 1784-1785, mort le 14 novembre 1790).